# Hsu Chih-Shan
Hsu Chih-Shan es un deportista taiwanés que compitió en tenis de mesa adaptado. Ganó tres medallas de bronce en los Juegos Paralímpicos de Verano entre los años 1996 y 2004.

## Palmarés internacional
| Representando a China Taipéi |                          |                   |                    |
| Juegos Paralímpicos          |                          |                   |                    |
| Año                          | Lugar                    | Medalla           | Prueba             |
| 1996                         | Atlanta (Estados Unidos) | Medalla de bronce | Clase abierta 6-10 |
| 2000                         | Sídney (Australia)       | Medalla de bronce | Equipo 9           |
| 2004                         | Atenas (Grecia)          | Medalla de bronce | Equipo 9           |